# Rio Salzach
O rio Salzach é um rio situado na fronteira da Alemanha com a Áustria. Tem 225 km de comprimento é o maior afluente do rio Inn, na Áustria e na Alemanha. 
Situa-se em cerca de 59 km de fronteira dos dois países e tem uma bacia com área de cerca de 6700 km². O fluxo médio de água no estuário é de 250 m³/s.

## Principais localidades atravessadas

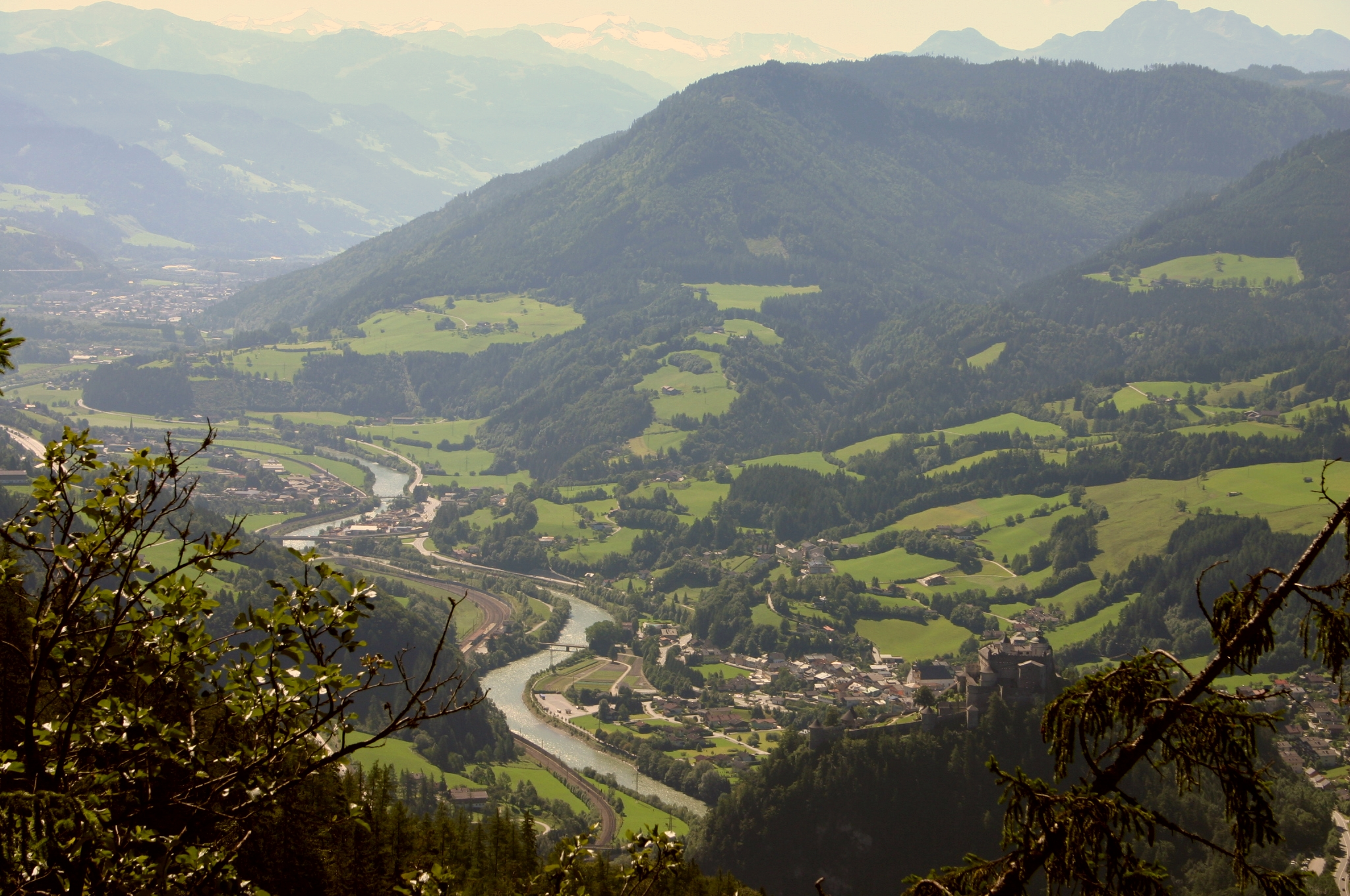
O Salzach perto de Werfen.

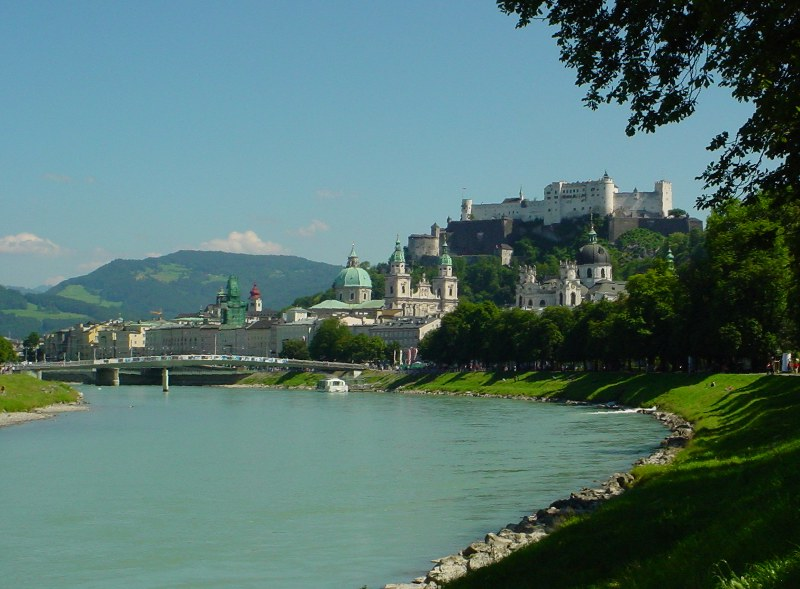
O rio em Salzburgo

### Áustria
- Mittersill
- Bruck an der Großglocknerstraß
- Sankt Johann im Pongau
- Bischofshofen
- Golling an der Salzach
- Werfen
- Hallein
- Puch bei Hallein
- Salzburgo
- Oberndorf
- Ostermiething

### Alemanha
- Freilassing
- Laufen
- Tittmoning
- Burghausen